# ماكسيمو جيريا
ماكسيمو خيريا تشاكون (بالإسبانية: Máximo Jeria)‏ (1850 - 1924)، هو أول مهندس زراعي في تشيلي في العصر الحديث. في 20 يوليو 1882 تم إرساله إلى فرنسا من قبل الدولة لإكمال دراسة تنمية الزراعة بين عامي 1883-1886.

توفي في مدينة «Navidad» يوم 6 يوليو 1924.